# Maurice (animateur)
Pour les articles homonymes, voir Maurice.
Maurice Champvert, dit Maurice, né le 27 janvier 1965 au Marin en Martinique, est un animateur de radio français.
Il est notamment connu pour avoir animé dans les années 1990 des émissions de radio en libre antenne sur Ouï FM puis sur Skyrock,. Il crée par la suite son propre réseau de syndication autour de radios locales et régionales à travers la France, la Suisse et la Belgique, diffusant son émission radio depuis le premier studio indépendant qu'il a créé, le Rock'n Roll Studio et à partir de fin 2012 à La Nouvelle-Orléans.

## Biographie

### Débuts
Maurice commence sa carrière en 1985 à Bordeaux au sein du groupe Radio France. En 1988, il officie comme commentateur sportif à Radio France Pays basque. En 1989, il anime une émission consacrée à la moto sur Radio-France Melun.

### OÜI FM / Skyrock
En 1991, l'animateur intègre OÜI FM sur la tranche 20 h-24 h. En 1993, l'émission Maurice, c'est la nuit devient le programme vedette de la station.
En 1994, il quitte OÜI FM pour Skyrock sur la tranche 22 h-1 h avec l'émission Maurice est ici.
Son style détonne par rapport aux émissions de l'époque. L'animateur se définit comme « agressif et intolérant », n'hésitant pas à bousculer l'auditeur, voire à raccrocher la ligne après seulement quelques échanges.

### Maurice Radio libre
À la fin de la saison 1996, l'animateur quitte Skyrock et lance le 11 juillet 1997 « Maurice Radio libre ». D'abord une syndication avec une programmation essentiellement rock, ce projet devient une radio en ligne dont l'émission phare qu'il anime, Maurice c'est la nuit. En l'espace de trois ans, l'émission est reprise à certaines périodes sur des stations FM, diffusée sur plus de cent fréquences, ainsi que sur le câble et le satellite (comme le bouquet TPS qui lui attribue un canal 24 h/24).
À partir de 2005, lors de la période de diffusion de l'émission sur Radio Néo, les auditeurs étaient mis à contribution pour financer le fonctionnement de Maurice Radio libre, du fait du choix de ne pas diffuser de publicité. Un compteur sur le site internet affichait l'état des finances, la poursuite de la diffusion de l'émission ne pouvant pas se faire sans le soutien financier de ses auditeurs. Ce principe de financement participatif des auditeurs a été repris à partir de la saison 2010-2011.
Fin 2012, il s'installe à La Nouvelle-Orléans avec son épouse Aurélie, directrice de l'Alliance Française de la Nouvelle-Orléans. Il assure ainsi la continuité de son émission de l'étranger avec l'assistance de son équipe restée sur Paris.

## Un style particulier
Ce qui fait l'originalité de Maurice en tant qu'animateur radio est sa façon directe d'interpeller les auditeurs. Sa formule d'accueil « Allo, qui va là, j'te prie ? » a été l'un des éléments qui ont fait sa célébrité lors de son passage sur Skyrock. Maurice n'hésite pas à couper la parole, à bousculer voire à congédier sans autre forme de procès les auditeurs qui l'appellent en direct, et anime avec une sorte de désinvolture et d'impertinence, ce qui peut dérouter.
Maurice aurait eu pour habitude de demander à son équipe de recevoir ses auditeurs à l'antenne un par un, sans qu'ils aient eu préalablement à passer par le standard de la radio.

## Distinctions
- Grand prix de la webradio (2012, 2016 et 2019)[6].
- Chevalier des Arts et des Lettres (2020)[7].